# Rödigen (Lehesten)
Rödigen is een plaats in de Duitse gemeente Lehesten (bij Jena), deelstaat Thüringen.

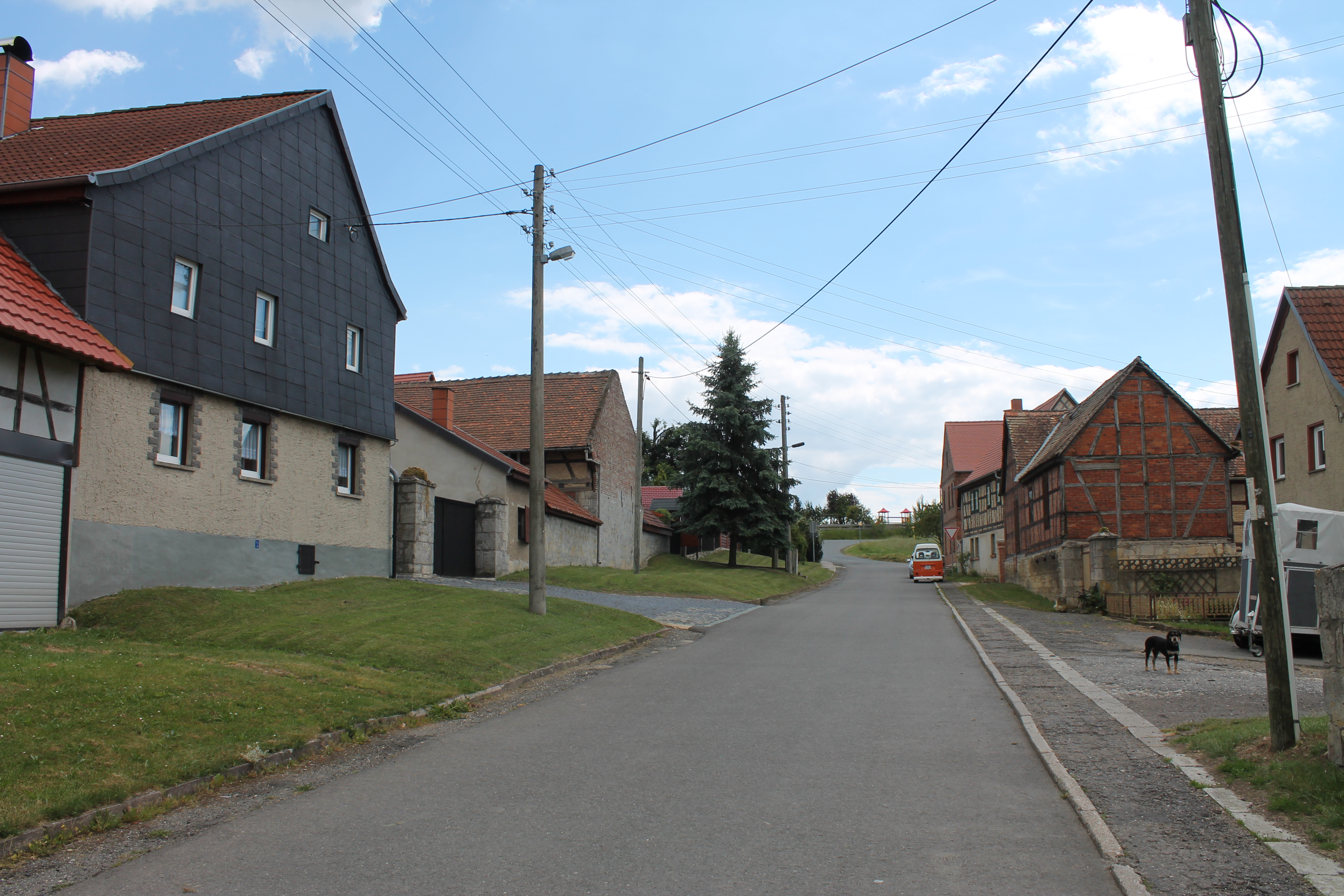
Rödigen
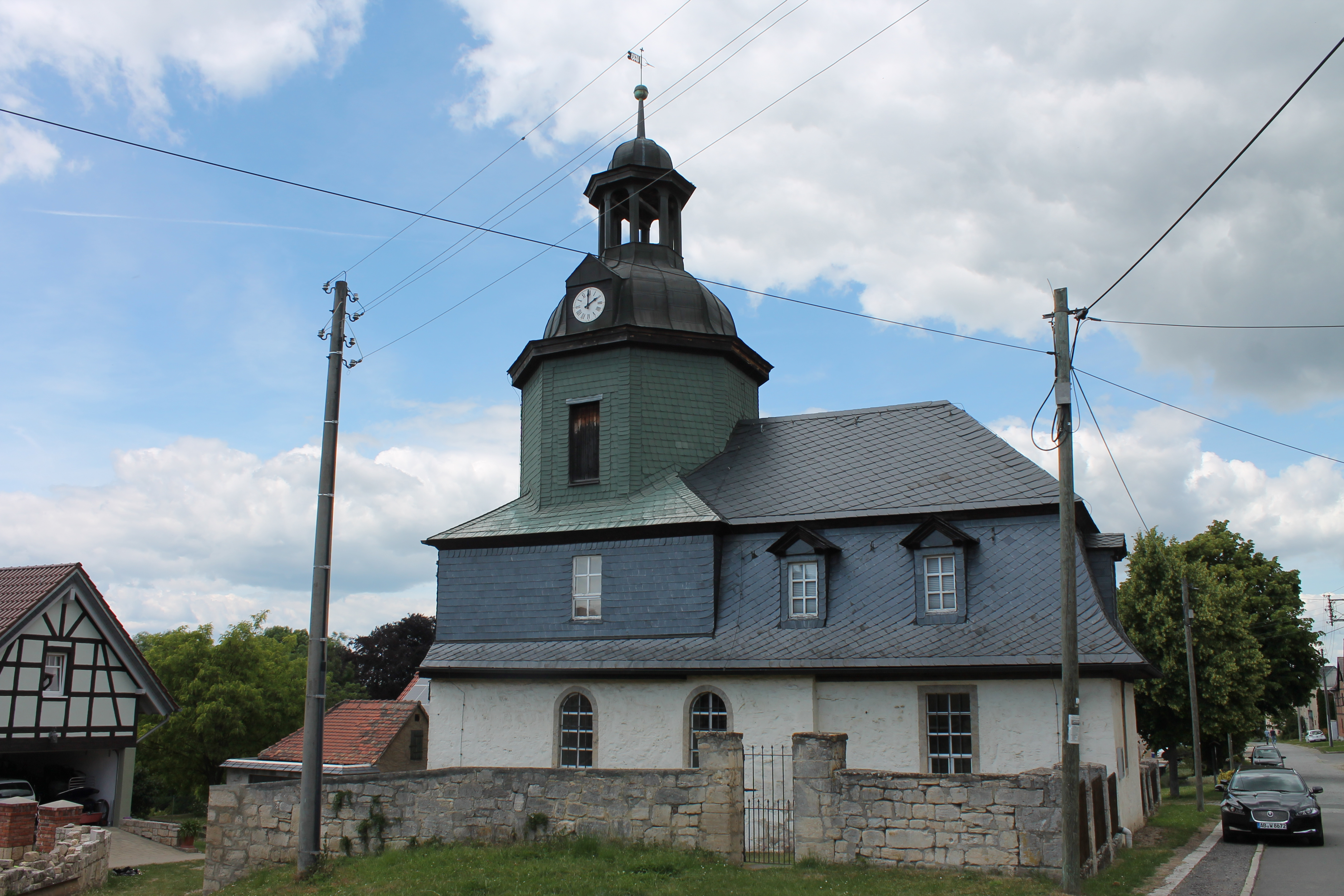
Kerk van Rödigen